# Salvelinus curilus
Salvelinus curilus är en fiskart som först beskrevs av Pallas, 1814.  Salvelinus curilus ingår i släktet Salvelinus och familjen laxfiskar. Inga underarter finns listade i Catalogue of Life.